# Le donne...
Le donne è il trentanovesimo album del cantante siciliano Gianni Celeste, cantato in lingua napoletana, pubblicato il 28 aprile 2004.

## Tracce
1. Le donne quando s'innamorano
2. È strano
3. E voglio a tte
4. Dolce ossessione
5. Si 'na pazza
6. Ore di notte
7. Ma io te voglio
8. L'ultima volta
9. Un'ora d'amore
10. Voglio sapè na cosa